# Kevin Kiner
Pour les articles homonymes, voir Kiner.
Kevin Kiner est un compositeur et musicien américain né le 3 septembre 1958 à San Bernardino. Il est connu pour son travail sur Les Experts : Miami mais surtout sur les films et séries d'animation dérivés de Star Wars (Star Wars: The Clone Wars et la série du même nom, ainsi que Star Wars Rebels).

## Filmographie sélective

### Cinéma
- 1993 : Leprechaun de Mark Jones (en)
- 1993 : La Cité des monstres (Freaked) d'Alex Winter et Tom Stern (en)
- 1995 : The Stranger de Fritz Kiersch
- 1995 : Excessive Force II: Force on Force (en) de Jonathan Winfrey (directement sorti en vidéo)
- 1996 : Demolition High (en) de Jim Wynorski (directement sorti en vidéo)
- 1996 : Carnosaur 3 (Carnosaur 3: Primal Species) de Jonathan Winfrey (directement sorti en vidéo)
- 1999 : Wing Commander de Chris Roberts
- 2001 : Madison de William Bindley
- 2001 : Tremors 3 : Le Retour (Tremors 3: Back to Perfection) de Brent Maddock (directement sorti en vidéo)
- 2001 : De l'autre côté du paradis (The Other Side of Heaven) de Mitch Davis
- 2003 : The Legend of Johnny Lingo (en) de Steven Ramirez
- 2008 : Star Wars: The Clone Wars de Dave Filoni
- 2009 : Dead like Me: Life After Death de Stephen Herek (directement sorti en vidéo)
- 2022 : Le Samaritain (Samaritan) de Julius Avery

### Télévision

#### Séries télévisées
- 1988-1990 : Superboy
- 1990-1992 : Super Force
- 1991-1992 : Land of the Lost (en)
- 1997 : Le Visiteur (The Visitor)
- 1997-2001 : Walker, Texas Ranger
- 1997-2003 : Stargate SG-1
- 1998-1999 : La croisière s'amuse, nouvelle vague (Love Boat: The Next Wave)
- 1999 : Le Successeur (Sons of Thunder)
- 2000-2002 : Invisible Man (The Invisible Man)
- 2002 : Harold et le crayon violet (Harold and the Purple Crayon)
- 2003 : Stuart Little (en)
- 2003-2012 : Les Experts : Miami (CSI: Miami)
- 2004-2005 : Star Trek: Enterprise
- 2008 : Dance War: Bruno vs. Carrie Ann (en)
- 2008-2020 : Star Wars: The Clone Wars
- 2011-2016 : Hell on Wheels : L'Enfer de l'Ouest (Hell on Wheels)
- 2014-2018 : Star Wars Rebels
- 2014-2019 : Jane the Virgin
- 2015-2017 : Transformers Robots in Disguise : Mission secrète (Transformers: Robots in Disguise)
- 2015-2018 : Making a Murderer[1]
- 2018-2020 : Single Parents (en)
- depuis 2018 : Titans[2]
- depuis 2018 : Narcos: Mexico[3]
- depuis 2019 : Doom Patrol[4]
- depuis 2019 : City on a Hill[5]
- 2019-2022 : Mademoiselle Farah - Miss Farah - Al Anisa Farah - Jane the Virgin (AR) - (الآنسة فرح)
- 2021-2024 : Star Wars: The Bad Batch[6]

#### Téléfilms
- 1995 : Black Scorpion de Jonathan Winfrey
- 1996 : Black Scorpion 2: Aftershock de Jonathan Winfrey
- 1997 : Legend of the Lost Tomb (en) de Jonathan Winfrey
- 2002 : Action Force (The President's Man: A Line in the Sand) de Eric Norris (en)
- 2005 : Walker, Texas Ranger : La Machination (Walker, Texas Ranger: Trial by Fire) d'Aaron Norris
- 2007 : Vol 732 : Terreur en plein ciel (Final Approach) d'Armand Mastroianni
- 2008 : Chapitre macabre (Grave Misconduct) d'Armand Mastroianni
- 2009 : Pépillo, l'enfant du miracle (en) (Expecting a Miracle) de Steve Gomer
- 2009 : Le Noël des petites terreurs (The Three Gifts) de David S. Cass Sr. (en)
- 2010 : Un amour plus que parfait (The Wish List) de Kevin Connor
- 2016 : Un été à New York  (Summer in the City) de Vic Sarin

## Compositeur dans les jeux vidéo
- 2008 : Star Wars: The Clone Wars - Duels au sabre laser
- 2010 : Star Wars: Clone Wars Adventures
- 2010 : GoldenEye 007
- 2012 : 007 Legends
- 2015 : Star Wars Rebels: Recon Missions

## Distinctions
Sauf indication contraire, les informations mentionnées dans cette section peuvent être confirmées par la base de données cinématographiques IMDb,  présente dans la section « Liens externes ».

### Récompenses
- BMI Film and TV Awards 1997 : meilleure musique pour la télévision pour Walker, Texas Ranger
- BMI Film and TV Awards 1998 : meilleure musique pour la télévision pour Walker, Texas Ranger
- BMI Film and TV Awards 1999 : meilleure musique pour la télévision pour Walker, Texas Ranger
- BMI Film and TV Awards 2004 : meilleure musique pour la télévision pour Les Experts : Miami
- BMI Film and TV Awards 2005 : meilleure musique pour la télévision pour Les Experts : Miami
- BMI Film and TV Awards 2008 :
  - Meilleure musique pour la télévision pour Les Experts : Miami
  - Meilleure musique pour la télévision pour Dance War: Bruno vs. Carrie Ann (en)
- BMI Film and TV Awards 2009 : meilleure musique pour la télévision pour Les Experts : Miami

### Nominations
- Daytime Emmy Awards 1997 : meilleure composition et direction musicale pour The Real Adventures of Jonny Quest
- Annie Awards 2003 : musique exceptionnelle dans une production télévisée d'animation pour Harold et le crayon violet[7]
- Daytime Emmy Awards 2004 : meilleure composition et direction musicale pour Stuart Little (en)
- Annie Awards 2009 : meilleure musique dans une production télévisuelle animée ou pour un contenu abrégé pour l'épisode L'Aube du Malveillant de Star Wars: The Clone Wars[8]
- Annie Awards 2010 : meilleure musique dans une production télévisuelle pour l'épisode L'Usine d'armement de Star Wars: The Clone Wars[9]
- Daytime Emmy Awards 2013 : meilleure composition et direction musicale pour Star Wars: The Clone Wars[10]
- Daytime Emmy Awards 2015 : meilleure composition et direction musicale pour Star Wars: The Clone Wars[11]
- AACTA 2016 : meilleure musique originale dans un documentaire pour In the Shadow of the Hill[12]
- Annie Awards 2017 : meilleure musique dans une série d'animation pour le double épisode La Chute de l'apprentie de Star Wars Rebels[13]
- Primetime Creative Arts Emmy Awards 2018 : meilleure musique dans une série pour le double épisode Réunion de famille de Star Wars Rebels[14]